# Maria Tudor i de York

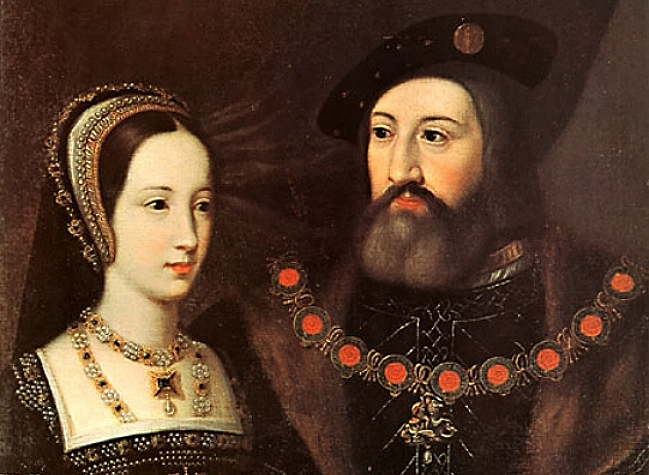
Maria Tudor i el seu segon espòs, Carles Brandon

Maria Tudor (1496 - Westhorpe, Suffolk, Regne Unit 1533), princesa anglesa i reina consort de França (1514-1515).

## Orígens familiars
Nasqué el 18 de març de 1496 sent filla del rei Enric VII d'Anglaterra i Elisabet de York. Era neta per línia paterna d'Edmond Tudor i Margarida Beaufort, i per línia materna el rei Eduard IV d'Anglaterra i Isabel Woodville. Fou germana d'Enric VIII d'Anglaterra.

## Núpcies i descendents
Es casà el 9 d'octubre de 1514 a la catedral d'Abbeville amb el rei Lluís XII de França, convertint-se en la seva tercera esposa. D'aquest matrimoni no tingueren fills.
Es casà, en segones núpcies i en secret, el 3 de març de 1515 a París amb el duc Carles Brandon, ambaixador anglès a la cort francesa. D'aquesta unió nasqueren:
- el príncep Enric Brandon (1516-1534), comte de Lincoln
- la princesa Francesca Brandon (1517-1559), casada el 1533 amb Henry Grey
- la princesa Elionor Brandon (1519-1547), casada amb Enric Clifford, comte de Cumberland

## Matrimonis
El matrimoni amb el rei francès tan sols durà tres mesos, per la mort del rei Lluís XII el mes de gener del 1515. A la seva mort Maria Tudor retornà a Anglaterra.
Maria Tudor es casà secretament amb el seu segon marit, a desgrat del seu germà Enric VIII d'Anglaterra, ja que Carles Brandon havia estat casat ja tres vegades.
Per mediació del seu germà el 1528 el Papa Climent VII va emetre una butlla legitimitzant el matrimoni entre Maria i Carles, així com als fills nascuts de l'enllaç.
Les relacions, però, entre Maria i el seu germà es van veure afectades quan ella es va oposar al seu divorci de Caterina d'Aragó per casar-se amb la seva amant, Anna Bolena. Maria Tudor odiava Anna Bolena, ja que la considerava una vulgar usurpadora.
Maria Tudor morí el 24 de juny de 1533 al castell de Westhorpe, comtat de Suffolk.